# 1a etapa del Tour de França de 2012
La 1a etapa del Tour de França de 2012 es disputà el diumenge 1 de juliol de 2012 sobre un recorregut de 198 km entre les viles belgues de Lieja i Seraing.
El vencedor de l'etapa fou l'eslovac Peter Sagan (Liquigas-Cannondale), que s'imposà a l'esprint al suís Fabian Cancellara (RadioShack-Nissan) i al noruec Edvald Boasson Hagen (Team Sky). Aquesta és la primera victòria de Sagan al Tour de França.
En la classificació general es produïren petits canvis, com ara la desaparició de Brett Lancaster, Patrick Gretsch i Andrí Hrivko dels deu primers classificats, tots ells sense cap possibilitat real d'obtenir una bona classificació a París. Entre els favorits destacaren els 17" perduts per Levi Leipheimer (Omega Pharma-Quick Step).
Michael Mørkøv es convertí en el primer líder del gran premi de la muntanya, després de passar el primer per tres de les cinc petites cotes del dia. Nicolas Edet va ser escollit el més combatiu de l'etapa, mentre que no es produí cap canvi en la resta de classificacions.

## Perfil de l'etapa
Recorregut accidentat per les carreteres de la província de Lieja i de Luxemburg en què s'arriba fins als 606 msnm, un dels punts més elevats de Bèlgica. Fins a cinc cotes puntuables, totes de quarta categoria, han de superar els ciclistes: als quilòmetres 42, 49, 94, 139 i 198, a la línia d'arribada. L'esprint intermedi es troba a Érezée, al km 116,5.

## Desenvolupament de l'etapa
Sis ciclistes, Yohann Gène (Team Europcar), Pablo Urtasun (Euskaltel–Euskadi), Maxime Bouet (AG2R La Mondiale), Nicolas Edet (Cofidis), Anthony Delaplace (Saur-Sojasun) i Michael Mørkøv (Team Saxo-Tinkoff) formaren una escapada des dels quilòmetres inicials. La seva màxima diferència se situà al voltant dels cinc minuts quan portaven una quarta part de l'etapa. En aquest punt, Mørkøv i Urtasun havien puntuat en sengles cotes de quarta categoria, però en les dues següents fou el danès el que passà en primera posició, liderant aquesta classificació al final de l'etapa. Mentrestant, el RadioShack-Nissan estabilitzà la distància al voltant dels tres minuts.
Els escapats passaren en primera posició per l'esprint d'Érezée, sent Gène el primer a passar. Matthew Goss (Orica-GreenEDGE) encapçalà el gran grup en aquest punt. El RadioShack-Nissan, amb l'ajuda del BMC Racing Team van reduir la diferència, fins a neutralitzar l'escapada a manca de 10 km. Sols quedava la cota de Seraing, on hi havia instal·lada l'arribada, i els favorits es prepararen per al seu ascens. El primer a atacar fou Fabian Cancellara (RadioShack-Nissan) i sols Peter Sagan (Liquigas-Cannondale) el pogué seguir en un primer moment, tot i que posteriorment Edvald Boasson Hagen (Team Sky) enllaçà amb ells. El trio es jugà la victòria a l'esprint, sent el vencedor Sagan, seguit pel Cancellara i Boasson Hagen. Gilbert encapçalà el gran grup, amb el mateix temps que el vencedor. Cancellara mantingué el liderat.

## Esprints
| Primer  | Yohann Gène (FRA)          | 20 pts |
| Segon   | Pablo Urtasun Pérez (ESP)  | 17 pts |
| Tercer  | Nicolas Edet (FRA)         | 15 pts |
| Quart   | Anthony Delaplace (FRA)    | 13 pts |
| Cinquè  | Maxime Bouet (FRA)         | 11 pts |
| Sisè    | Michael Mørkøv (DEN)       | 10 pts |
| Setè    | Matthew Harley Goss (AUS)  | 9 pts  |
| Vuitè   | Mark Cavendish (GBR)       | 8 pts  |
| Novè    | André Greipel (GER)        | 7 pts  |
| Desè    | Mark Renshaw (AUS)         | 6 pts  |
| Onzè    | Kenny van Hummel (NED)     | 5 pts  |
| Dotzè   | Peter Sagan (SVK)          | 4 pts  |
| Tretzè  | José Joaquín Rojas (ESP)   | 3 pts  |
| Catorzè | Borut Božič (SVN)          | 2 pts  |
| Quinzè  | Edvald Boasson Hagen (NOR) | 1 pt   |

| Primer  | Peter Sagan (SVK)           | 45 pts |
| Segon   | Fabian Cancellara (SUI)     | 35 pts |
| Tercer  | Edvald Boasson Hagen (NOR)  | 30 pts |
| Quart   | Philippe Gilbert (BEL)      | 26 pts |
| Cinquè  | Bauke Mollema (NED)         | 22 pts |
| Sisè    | Alejandro Valverde (ESP)    | 20 pts |
| Setè    | Robert Gesink (NED)         | 18 pts |
| Vuitè   | Daniel Martin (IRL)         | 16 pts |
| Novè    | Ryder Hesjedal (CAN)        | 14 pts |
| Desè    | Dries Devenyns (BEL)        | 12 pts |
| Onzè    | Jurgen Van den Broeck (BEL) | 10 pts |
| Dotzè   | Sylvain Chavanel (FRA)      | 8 pts  |
| Tretzè  | Simon Gerrans (AUS)         | 6 pts  |
| Catorzè | Samuel Dumoulin (FRA)       | 4 pts  |
| Quinzè  | Vincenzo Nibali (ITA)       | 2 pt   |

## Cotes
| Primer | Michael Mørkøv (DEN) | 1 pt |

| Primer | Pablo Urtasun Pérez (ESP) | 1 pt |

| Primer | Michael Mørkøv (DEN) | 1 pt |

| Primer | Michael Mørkøv (DEN) | 1 pt |

- 5. Cota de Seraing. 204m. 4a categoria (km 198) (2,4 km al 4,7%)

| Primer | Peter Sagan (SVK) | 1 pt |

## Classificació de l'etapa
|    | Ciclista                   | Equip                   | Temps      |
| -- | -------------------------- | ----------------------- | ---------- |
| 1  | Peter Sagan (SVK)          | Liquigas-Cannondale     | 4h 58' 19" |
| 2  | Fabian Cancellara (SUI)    | RadioShack-Nissan       | s.t.       |
| 3  | Edvald Boasson Hagen (NOR) | Team Sky                | m. t.      |
| 4  | Philippe Gilbert (BEL)     | BMC Racing Team         | m. t.      |
| 5  | Bauke Mollema (NED)        | Rabobank ProTeam        | m. t.      |
| 6  | Alejandro Valverde (ESP)   | Movistar Team           | m. t.      |
| 7  | Robert Gesink (NED)        | Rabobank ProTeam        | m. t.      |
| 8  | Daniel Martin (IRL)        | Garmin-Sharp            | m. t.      |
| 9  | Ryder Hesjedal (CAN)       | Garmin-Sharp            | m. t.      |
| 10 | Dries Devenyns (BEL)       | Omega Pharma-Quick Step | m. t.      |

## Classificació general
|    | Ciclista                   | Equip                   | Temps      |
| -- | -------------------------- | ----------------------- | ---------- |
| 1  | Fabian Cancellara (SUI)    | RadioShack-Nissan       | 5h 05' 32" |
| 2  | Bradley Wiggins (GBR)      | Team Sky                | + 7"       |
| 3  | Sylvain Chavanel (FRA)     | Omega Pharma-Quick Step | + 7"       |
| 4  | Tejay van Garderen (USA)   | BMC Racing Team         | + 10"      |
| 5  | Edvald Boasson Hagen (NOR) | Team Sky                | + 11"      |
| 6  | Denís Ménxov (RUS)         | Team Katusha            | + 13"      |
| 7  | Philippe Gilbert (BEL)     | BMC Racing Team         | + 13"      |
| 8  | Cadel Evans (AUS)          | BMC Racing Team         | + 17"      |
| 9  | Vincenzo Nibali (ITA)      | Liquigas-Cannondale     | + 18"      |
| 10 | Ryder Hesjedal (CAN)       | Garmin-Sharp            | + 18"      |

## Classificacions annexes
|    | Ciclista                   | Equip               | Punts  |
| -- | -------------------------- | ------------------- | ------ |
| 1r | Fabian Cancellara (SUI)    | RadioShack-Nissan   | 55 pts |
| 2n | Peter Sagan (SVK)          | Liquigas-Cannondale | 49 pts |
| 3r | Edvald Boasson Hagen (NOR) | Team Sky            | 42 pts |

|    | Ciclista                  | Equip               | Punts |
| -- | ------------------------- | ------------------- | ----- |
| 1r | Michael Mørkøv (DEN)      | Team Saxo-Tinkoff   | 3 pts |
| 2n | Peter Sagan (SVK)         | Liquigas-Cannondale | 1 pt  |
| 3r | Pablo Urtasun Pérez (ESP) | Euskaltel–Euskadi   | 1 pt  |

|    | Ciclista                   | Equip           | Temps      |
| -- | -------------------------- | --------------- | ---------- |
| 1r | Tejay van Garderen (USA)   | BMC Racing Team | 5h 05' 42" |
| 2n | Edvald Boasson Hagen (NOR) | Team Sky        | + 1"       |
| 3r | Rein Taaramae (EST)        | Cofidis         | + 12"      |

|    | Equip             | Temps       |
| -- | ----------------- | ----------- |
| 1r | Team Sky          | 15h 17' 10" |
| 2n | RadioShack-Nissan | + 04        |
| 3r | BMC Racing Team   | + 06        |

## Abandonaments
No es produí cap abandonament.